# إدغار إيبارا
إدغار إيبارا (بالإسبانية: Edgar Ibarra)‏ هو لاعب كرة قاعدة فنزويلي، ولد في 31 مايو 1989 في بلنسية في فنزويلا.

## وصلات خارجية
- إدغار إيبارا على موقع دوري كرة القاعدة الرئيسي (الإنجليزية)
- إدغار إيبارا على موقعبيزبول رفرنس.كوم (الدوري الرئيسي) (الإنجليزية)
- إدغار إيبارا على موقعبيزبول رفرنس.كوم (الدوري الثانوي) (الإنجليزية)